# Yanshan, Cangzhou
Yanshan, även romaniserat Yenshan, är ett härad som lyder under Cangzhou i Hebei-provinsen i norra Kina.